# El diario de Antonio Díaz (novela)
El diario de Antonio Díaz es una novela de Javier Bañares ambientada en Cataluña en 1938, durante la Guerra Civil. Está basada en el diario original del protagonista, Antonio Díaz.

## Sinopsis
El libro comienza con el apresamiento de Antonio Díaz, un joven chófer al servicio de la Generalidad de Cataluña, que es detenido sin que le comuniquen el motivo. Es llevado a la checa instalada en el vapor Argentina, luego trasladado a la cárcel de la Torre del Pretori en Tarragona y, finalmente, al campo de concentración de Solsona tras ser condenado en juicio sumario a 6 años de prisión. La novela concluye poco después de la entrada de las tropas de Franco en Barcelona.

## Curiosidades
- La portada del libro asemeja el aspecto de las portadas de los cuadernos de diario antiguos.
- Según se cuenta en el epílogo de la obra, el diario original de Antonio Díaz fue descubierto por su hija después de que este falleciera. En vida nunca habló de los sucesos que en él se narraban.
- El colofón de la novela dice:

Este ejemplar del libro El diario de Antonio Díaz se terminó de imprimir el 27 de enero de 2012

 que es el aniversario de la entrada de las tropas franquistas en Barcelona, momento en el que concluye la novela.